# The TaeTiSeo
The TaeTiseo (en hangul, The 태티서) es un programa de telerrealidad protagonizado por Taeyeon, Tiffany y Seohyun de Girls' Generation. El programa salió al aire el 26 de agosto de 2014.

## Antecedentes
The TaeTiSeo lleva al público detrás del escenario a para dar a conocer el verdadero aspecto de Taeyeon, Tiffany y Seohyun en el grupo Girls' Generation y revelar acerca de sus vidas cotidianas y sus tiempos de ocio.
El título del programa The TaeTiSeo es también el nombre del subgrupo de tres miembros TTS. Es el segundo reality show de la serie «Real Star» en OnStyle siguiendo a Jessica & Krystal.
Los representantes del canal OnStyle revelaron:

«Vamos a reducir la curiosidad del público acerca de lo que TaeTiSeo hacen en su tiempo libre. También tenemos planes de revelar los verdaderos momentos y más dulces de Taeyeon, Tiffany y Seohyun... Creemos que esta es la oportunidad de ver en la vida real a TaeTiSeo no solo en un escenario deslumbrante.»

Las tres cantantes asistieron a la conferencia de prensa para el estreno del programa el 22 de agosto de 2014.
El tiempo de grabación del programa también coincide con el tiempo de la liberación del segundo miniálbum de TTS, Holler, en algunas escenas se muestran las dificultades de TTS al grabar el vídeo de «Holler.»

## Episodios
| Temporada | Temporada | Episodios | Episodios | Emisión original     | Emisión original      |
| Temporada | Temporada | Episodios | Episodios | Primera emisión      | Última emisión        |
| --------- | --------- | --------- | --------- | -------------------- | --------------------- |
|           | 1         | 8         | 8         | 26 de agosto de 2014 | 21 de octubre de 2014 |